# Aiga Grabuste
Aiga Grabuste (ur. 24 marca 1988 w Rzeżycy) – łotewska lekkoatletka, wieloboistka.

## Osiągnięcia
- złoty medal mistrzostw Europy juniorów (Hengelo 2007)
- 19. miejsce podczas igrzysk olimpijskich (Pekin 2008)
- złoto młodzieżowych mistrzostw Europy (Kowno 2009), wynikiem 6396 pkt Grabuste ustanowiła podczas tych zawodów aktualny rekord tej imprezy
- 8. miejsce podczas halowych mistrzostw świata (Doha 2010)
- brązowy medal (po dyskwalifikacji Ludmyły Josypenko) mistrzostw Europy (Helsinki 2012)

## Rekordy życiowe
- siedmiobój lekkoatletyczny – 6414 pkt. / 6507w pkt. (2011) do 2015 rekord Łotwy
- pięciobój lekkoatletyczny (hala) – 4463 pkt. (2009) do 2014 rekord Łotwy
- skok w dal (hala) – 6,82 (2015) rekord Łotwy